# Мюллер, Рене
Рене́ Мю́ллер (нем. René Müller; род. 11 февраля 1959, Лейпциг) — немецкий футболист, вратарь, после завершения игровой карьеры — футбольный тренер. Наиболее известен по выступлениям за «Локомотив» (Лейпциг) и сборную ГДР.

## Карьера

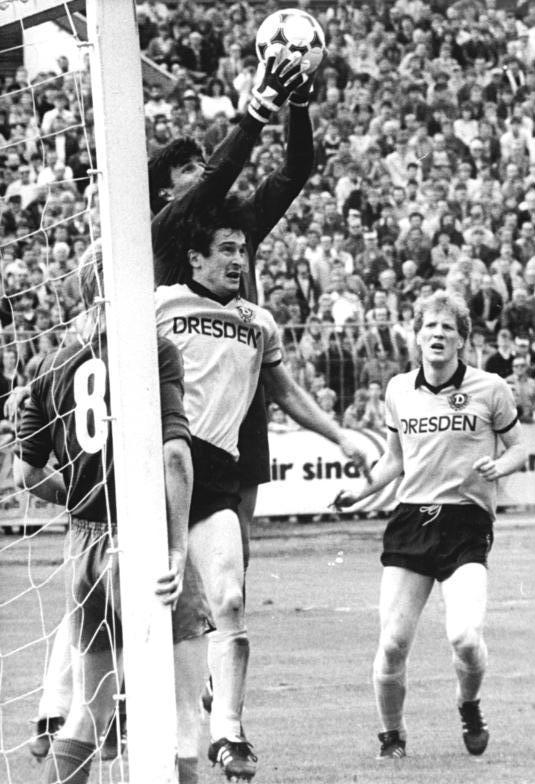
Рене Мюллер снимает мяч с головы Ханса-Уве Пильца в матче Оберлиги «Динамо» (Дрезден) — «Локомотив» (2:0) 23 мая 1987 года. Крайний справа — Маттиас Заммер

### Клубная
Первым клубом в карьере Рене Мюллера был «Активист» (Марклеберг), в футбольной школе которого он занимался с 1965 по 1970 год. Позже он был приглашён в молодёжную команду «Локомотива» (Лейпциг), а в 1976 году состоялся дебют Мюллера в первой команде. Первоначально был третьим вратарём команды, но сначала место в составе потерял и в 1979 году покинул «Локомотив» основной голкипер Вернер Фризе, а к сезону 1980/81 Рене Мюллеру удалось вытеснить из состава и Зигфрида Штёцнера.
Именно в «Локомотиве» Рене Мюллер провёл бо́льшую часть своей футбольной карьеры, дважды становился в его составе вице-чемпионом Оберлиги и трижды: в 1981, 1986 и 1987 годах — обладателем Кубка ГДР. Долгое время Мюллер был лидером и капитаном команды, проведя за 14 сезонов (10 из которых он был безоговорочно основным вратарём) 264 матча в Оберлиге, 41 — в кубке страны. По количеству матчей в Оберлиге Рене Мюллер занимает 6 место в истории клуба и первое среди вратарей. Дважды, в 1986 и 1987 годах его признавали лучшим футболистом года в ГДР.
В еврокубках за «Локомотив» Мюллер сыграл 39 матчей, принимал участие в трёх розыгрышах Кубка кубков и пяти розыгрышах Кубка УЕФА. Первая же европейская кампания «Локомотива» с Рене Мюллером в качестве основного голкипера оказалась достаточно удачной: клуб вышел в четвертьфинал Кубка кубков 1981/82, где уступил будущему обладателю трофея — испанской «Барселоне». Мюллер в 8 матчах, которые он отыграл без замен, пропустил 9 мячей. Более успешным оказалось выступление «Локомотива» в том же Кубке кубков в сезоне 1986/87. Мюллер очень уверенно отыграл в этом турнире, пропустив в 9 матчах всего 5 мячей. Рене Мюллер стал настоящим героем ответного полуфинального матча против «Бордо»: в серии пенальти Мюллер сначала парировал удары Филиппа Веркрюйсса и Зорана Вуйовича, а затем сам решил исход двухматчевого противостояния, реализовав решающий удар, направив мяч в левый верхний угол ворот. В финале 13 мая 1987 года «Локомотив» проиграл амстердамскому «Аяксу», единственный мяч забил Марко ван Бастен.
Летом 1990 года Рене Мюллер ушёл из «Локомотива» и хотел перейти в зарубежный клуб, но вместо этого оказался в стане давних соперников — клуба «Заксен». По итогам последнего чемпионата ГДР команда заняла лишь 12-е место, затем по результатам переходного турнира оказалась последней в своей группе и должна была отправиться в Оберлигу Германии, на тот момент — третий немецкий дивизион. Мюллер не захотел играть на столь низком уровне и ушёл в «Динамо» (Дрезден), где провёл 3 года, всё это время клуб занимал места в нижней части турнирной таблицы Бундеслиги. В сезоне 1994/95 Мюллер был заявлен за «Санкт-Паули», тогда игравшим во второй Бундеслиге, и несмотря на то, что команда вышла в первую Бундеслигу, Рене Мюллер, сыгравший только в 5 матчах чемпионата, принял решение завершить карьеру.

### В сборной
В сборной ГДР Рене Мюллер играл на протяжении 6 лет. 15 февраля 1984 года в Афинах он дебютировал в товарищеской встрече со сборной Греции, завершившейся победой восточных немцев со счётом 3:1. Рене Мюллер был основным стражем ворот команды в отборочных турнирах чемпионата мира-1986 и чемпионата Европы-1988, но оба раза сборная ГДР останавливалась в шаге от попадания на турнир. Всего за сборную ГДР Мюллер провёл 46 матчей, в которых пропустил 50 мячей, он входит в число 25 игроков, проведших наибольшее число матчей за сборную ГДР, а среди вратарей занимает в этом списке второе место после легендарного Юргена Кроя. Последним матчем Рене Мюллера за сборную стал отборочный матч ЧМ-1990 в Магдебурге против сборной Турции, в котором гости неожиданно победили — 2:0. Это был единственный матч Мюллера в том отборочном турнире.
Помимо первой сборной, Рене Мюллер играл за молодёжную (14 матчей) и олимпийскую сборную (16 матчей).

### Тренерская
Тренерскую работу Мюллер начал в «Лейпциге» (так в то время назывался «Локомотив») в 1996 году в качестве тренера вратарей, в сезоне 1998/99 он также был помощником главного тренера команды. После увольнения в апреле 1999 года работал тренером вратарей и любительской команды «Айнтрахта» (Франкфурт-на-Майне). С 2000 по 2003 год Рене Мюллер возглавлял клуб Оберлиги Германии «Плауэн», а затем тренировал «Рот-Вайсс» (Эрфурт), который в первый же сезон работы вывел из региональной лиги «Юг» во вторую Бундеслигу, чего не удавалось сделать на протяжении 12 лет. Однако, уже в следующем сезоне тренерские успехи Рене Мюллера сошли на нет: команда подверглась глобальной перестройке в межсезонье, но не все из многочисленных новичков оправдали ожидания, к тому же настроение и взаимопонимание внутри команды становилось всё хуже. Многие решения Мюллера были спорными, например вывод из состава любимца болельщиков Ронни Хебештрайта или доверие не всегда удачно действовавшему вратарю Клаусу Райтмайеру. В связи со слабым выступлением команды, Рене Мюллер был уволен из «Рот-Вайсс» 20 февраля 2005 года.
С 1 июля 2005 по 7 ноября 2006 года Рене Мюллер был главным тренером клуба «Галлешер», был отправлен в отставку за плохие результаты и проблемы внутри команды. В период работы в «Галлешере» Мюллер неоднократно критиковал положение вещей в Оберлиге «Северо-Восток», также его критике подверглись болельщики клуба, оскорблявшие и провоцировавшие, а позже напавшие на нигерийского футболиста «Заксен» Адебовале Огунгбуре.
С июня 2007 по 11 апреля 2011 года Мюллер возглавлял вторую команду «Нюрнберга», с которой занял второе место в региональной лиге «Юг» в сезоне 2009/10. 11 апреля его контракт был расторгнут по обоюдному согласию, так как Мюллер, по его собственным словам, снова хотел работать в Лейпциге. Руководство клуба «РБ Лейпциг» опровергло слухи о заключении контракта с Мюллером, заявив, что переговоров по этой теме не велось.

## Достижения

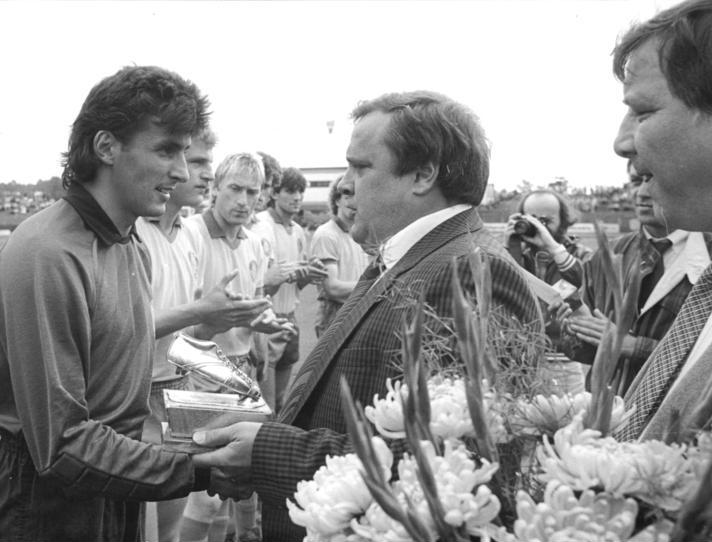
Рене Мюллер (слева) получает награду лучшему футболисту ГДР 1987 года из рук Юргена Нёльднера

### В качестве игрока
- Футболист года в ГДР (2): 1986, 1987
- Вице-чемпион ГДР (2): 1985/86, 1987/88
- Обладатель Кубка ГДР (3): 1980/81, 1985/86, 1986/87
- Финалист Кубка обладателей кубков УЕФА: 1986/87
- Серебряный призёр молодёжного чемпионата Европы: 1980

### В качестве тренера
- Вице-чемпион региональной лиги «Юг» (2): 2003/04, 2009/10

## Прочее
В 2009 году Рене Мюллер выпустил книгу воспоминаний «В левый верхний угол», в которой рассказывает о своей карьере. Название книги является отсылкой к памятному матчу против «Бордо».